# Gian Marco Berti
Gian Marco Berti (ur. 11 listopada 1982) – sanmaryński strzelec sportowy specjalizujący się w trapie, wicemistrz olimpijski z Tokio.

## Przebieg kariery
Zadebiutował w 2001 występem na mistrzostwach świata w strzelaniu do rzutków rozgrywanych w Kairze, gdzie jako junior wywalczył 36. pozycję. W 2013 roku zaczynał startować w konkursach Pucharu Świata, w karierze udało mu się m.in. wygrać indywidualnie konkurs w Baku. W 2018 po raz pierwszy w karierze wystartował w mistrzostwach świata w strzelectwie – w swojej konkurencji wystartował zarówno w rywalizacji indywidualnej, jak i drużyn mieszanych, ale zajmował dalekie lokaty, odpowiednio 54. i 34. pozycję.
W 2021 startował w letnich igrzyskach olimpijskich, w ramach tych igrzysk zawodnik startował w trapie zarówno indywidualnie, jak i w mikście. W rywalizacji indywidualnej Berti zajął 18. pozycję z wynikiem 121 punktów, natomiast w rywalizacji drużyn mieszanych zdobył srebrny medal (razem z Alessandrą Perilli) dzięki wynikowi 148 + 40 punktów.